# Alosa vistonica
Alosa vistonica е вид лъчеперка от семейство Селдови (Clupeidae). Видът е критично застрашен от изчезване.

## Разпространение
Видът е ендемичен за езерото Вистонида в Гърция.
Застрашен е от промишлени отпадъчни води, унищожаване на местата за хвърляне на хайвер от земеделското развитие, както и от повишената соленост след отварянето на канал в морето.
Предполага се, че вече е изчезнал.